# Кока-Кола Хеленик Ботълинг Къмпани
„Кока-Кола Хеленик Ботълинг Къмпани“ (на английски: Coca-Cola Hellenic Bottling Company, съкр. CCHBC) е дългогодишна бутилираща компания за безалкохолни напитки и търговска марка на компанията „Кока-Кола“, както и вторият по продажби бутилировач извън САЩ.
Акциите на компанията са листнати на London Stock Exchange (LSE: CCH), с втори листинг на Athens Exchange (ATHEX: EEE Архив на оригинала от 2016-02-04 в Wayback Machine.).
Компанията бутилира в 28 страни, предимно в Централна и Източна Европа (включително България чрез „Кока-Кола ХБК България“), Швейцария, Австрия, Северна Ирландия, Нигерия, Гърция и др., като продуктите произведени от ССНВС достигат до над 540 милиона клиенти.
ССНВС е 30% собственост на Coca-Cola Company, акции на компанията се търгуват на Лондонската и Атинската стокови борси.

## История
Hellenic Bottling Company S.A. е създадена в Гърция през 1969, със седалище в Атина. Компанията Coca-Cola Company дава правата за бутилиране в Гърция същата година.
През юли 1998 година Coca-Cola Amatil Limited (базирана в Австралия бутилираща компания за Кока-кола) напуска европейския пазар, което води до създаването на Coca-Cola Beverages Ltd.
През август 2000 година Hellenic Bottling Company S.A. придобива Coca-Cola Beverages Ltd и създават Coca-Cola Hellenic Bottling Company S.A.
През октомври 2012 година компанията обявява преместването на седалището си в Швейцария и смяната на основната борса на която се листват – към лондонската борса. Това е голям удар за атинската борса понеже Coca-Cola Hellenic е била най-голямата компания като стойност листната на борсата. Причините обявени са по-добрия достъп до финансиране и излизане от обхванатата от сериозни кризи Гърция.
От 29 април 2013 г. Coca-Cola HBC AG („CCHBC AG“), новата швейцарска холдингова компания, е приета в премиум-листинг сегмента на лондонската борса.
От 11 септември 2013 г. Coca-Cola HBC AG обявява включването си в индексите FTSE 100 и FTSE All. А през 2014 е призната световно за лидер в индустрията на бутилиращите компании.
На 24 юли 2014 г. „Coca-Cola HBC AG“ обявява делистването на своите American Depositary Receipts („ADRs“) от Нюйоркската борса („NYSE“), а също и дерегистрацията и прекратяването на задължението да съставя отчети за американската борса и станадарти (U.S. Securities Exchange Act of 1934).

## Дейност
Coca-Cola HBC развива дейност в 28 страни на 3 континента: Гърция, Кипър, Република Ирландия, Северна Ирландия, Австрия, Швейцария, Италия, Полша, Естония, Литва, Латвия, Чехия, Словения, Словакия, Унгария, Хърватия, Русия, Босна и Херцеговина, Украйна, Беларус, Румъния, Черна гора, Армения, Молдова, Македония, България, Сърбия, Нигерия и Египет.